# Número 900
El número de llamada gratuita 900 es un número de teléfono único de tarificación especial de España, de la llamada “numeración de red inteligente”, donde el coste de la llamada es abonado en su totalidad por el usuario que recibe la llamada, siendo completamente gratuito para el usuario que hace la llamada.
Son números nacionales con tarifas especiales que tienen el prefijo 900. 
Es el equivalente al número verde en Italia, el numéro vert en Francia, el link line en Gran Bretaña o el 1-800 en USA.
Los números 900 resuelven muchos de los problemas que se plantean hoy en empresas y despachos profesionales. 
Este tipo de números permiten a las empresas y a los organismos optimizar y ser más eficientes en la utilización de los recursos dedicados a la comunicación con mercados y colaboradores, pueden mejorar la imagen corporativa externa y proporcionan un mejor servicio a los clientes habituales y potenciales, con lo cual, al mismo tiempo también pueden ser una fuente de ingresos.

## Evolución y actualidad
Estos prefijos se crearon en 1992 para posibilitar que empresas y entidades ofrecieran servicios a sus clientes a través de un único número de teléfono, con independencia de la situación geográfica en la que se encontrara la sociedad.
Estos números nacieron destinados sobre todo a las grandes empresas activándolos a través de contrato, desde hace algunos años gracias al prepago este servicio es accesible a cualquier sociedad independientemente de sus dimensiones.
Estados Unidos fue el pionero en establecer los servicios de inteligencia de red y el concepto de Red Inteligente, tal y como actualmente se entiende, fue introducido inicialmente por Ericsson.
Actualmente la mayor parte de las Sociedades tiene una línea gratuita para atender a sus clientes gestionada en call centers y consiguientemente el número 900 se ha generalizado para la publicidad en TV, radio y prensa escrita.
Una entrada telefónica incrementa de un 20% a un 30% la respuesta. Como apoyo saliente a campañas de mailing, puede multiplicar por cinco la respuesta positiva. 
También aproxima la empresa al cliente porque propicia un contacto directo e inmediato. En los periódicos de business casi un 35% de la publicidad señala un número gratuito como contacto.
En España un gran número de sectores utiliza estas líneas, desde asociaciones y fundaciones hasta seguros, pasando por bancos, servicios varios, de informática, automóvil, administraciones o incluso partidos políticos.
Es por tanto una opción que la mayoría de las empresas contemplan tener en sus planes estratégicos y que la normalización de servicios hace que, los desarrollos de un país sean trasladables a otros.

## Números gratuitos Internacionales UIFN
Por sus siglas en inglés un UIFN es un número universal gratuito internacional. Un número UIFN permite a la persona o empresa dueña del número estar ubicable en un solo número gratuito, el cual es el mismo en todo el mundo.
UIFN o número de Cobro revertido internacional, es un número gratuito internacional, el cual es libre de costo para la persona que llama, debido a que quien paga el costo de la llamada es la empresa dueña del número. 
Todos los números UIFN comienzan con el prefijo 00800 o +800 y se les dice que son internacionales porque no importa desde que país llames siempre se marca el mismo número y es gratuito para la persona que llama.

## Beneficios para la empresa
- Es una tarjeta de presentación que refuerza la imagen de la empresa y confirma la orientación al cliente.
- La empresa puede disponer de un número de teléfono para todas las comunicaciones y elegir el coste que desea asumir según el servicio.
- Permite evitar la pérdida de llamadas y optimizar sus relaciones comerciales, tanto con los clientes como con los socios y proveedores.
- Es un número fácil de recordar, aspecto que los clientes agradecerán y la empresa tendrá la posibilidad de recibir más contactos.
- La empresa puede conservarlo con independencia de su situación geográfica. El número se puede conservar incluso si se producen variaciones en el domicilio social.[6]

## Funcionalidades dependiendo del operador
- Transferimiento de las llamadas a uno/varios números fijos o móvil/es, la empresa puede atender las llamadas recibidas en diferentes localizaciones en función de la hora del día o del día de la semana, proporcionando un servicio con la cobertura adecuada a las necesidades de la empresa.
- Restricción de llamadas desde móviles y / o prefijos no deseados.
- Activación / desactivación de Mensajes de voz.
- Visualización de informes vía web que permiten controlar el uso del servicio y las llamadas recibidas según el operador.
- Elección de la numeración deseada dentro de los rangos disponibles por la compañía.

## El número 900 de Prepago
El número 900 de prepago es aquel en el que la Sociedad que lo activa anticipa el importe del consumo que se realizará con el servicio, es decir, la empresa que lo adquiere efectúa una primera recarga de dinero y pueden recibirse llamadas en el número 900 hasta consumir el importe cargado. 
El usuario dispone de una cuenta de su teléfono 900 en la que "recarga" una cantidad de crédito a través de diferentes medios, generalmente mediante tarjeta de crédito o transferencia bancaria, ese crédito se va gastando en función de las llamadas recibidas y cuando no dispone de crédito no puede recibir llamadas hasta que no realice otra recarga.
Con idénticas prestaciones que el servicio de contrato, el 900 prepago tiene la ventaja de que no tiene cuotas de alta ni cánones mensuales, se pagan solamente las llamadas recibidas y no existe ninguna obligación de recargar posteriormente.
Desde el año 2001 muchas empresas en Europa ya lo utilizan por su rentabilidad, en España está cada vez más extendido.

## Desventajas: El uso por órganos públicos
La empresa que contrata un número 900 puede bloquear determinadas llamadas, como por ejemplo las originarias de cabinas telefónicas, lo cual puede reducir el índice de llamadas y gastos provenientes de determinados sectores de la sociedad percibidos como poco rentables. Sin embargo, en el caso de órganos públicos, como el servicio de notificar averías e incidencias con las bicicletas del ayuntamiento de Barcelona (bicing), una persona sin acceso a un teléfono particular no puede comunicarse ni siquiera pagando.

## Códigos alfanuméricos
Para recordar fácilmente números 900 en ocasiones se utilizan phonewords (del inglés phone words, "palabras de teléfono"), que son códigos que utilizan tanto números como letras. P.e. el Canal de Isabel II utiliza para atender a sus clientes el código 9000CANAL, equivalente al número de teléfono 900022625.